# Ronald Kwemoi
Ronald Kwemoi   (Comtat de Bungoma, Kenya, 19 de setembre de 1995) és un atleta kenyà, especialitzat en proves de mig fons i de fons. També participa en proves de camp a través. Ha participat en 2 Olimpíades, guanyant la medalla de plata a la prova dels 5.000m dels Jocs Olímpics de París 2024. A més ha guanyat 1 medalla de bronze en el Campionat d'Àfrica de 2014.
Actualment, ostenta el rècord del món sub-20 de 1.500m, amb una marca de 3:28.81 minuts, aconseguida el 18 de juliol de 2014 a Mònaco.

## Marques personals
| Disciplina    | Marca         | Seu      | Data                   |
| ------------- | ------------- | -------- | ---------------------- |
| 1.500m llisos | 3:28.81 WU20R | Mònaco   | 18 de juliol de 2014   |
| 5.000m        | 13:02.56      | Xiamen   | 20 d'abril de 2024     |
| 10.000m       | 27:33.94      | Hachioji | 26 de novembre de 2016 |

## Trajectòria professional
| Jocs Olímpics      | Jocs Olímpics  | Jocs Olímpics           | Jocs Olímpics |
| Any                | Seu            | Posició                 | Prova         |
| ------------------ | -------------- | ----------------------- | ------------- |
| 2016               | Rio de Janeiro | 13a posició             | 1.500m        |
| 2024               | París          | 2                       | 5.000m        |
| Campionat del Món  |                |                         |               |
| 2017               | Londres        | 9a posició (semifinals) | 1.500m        |
| 2019               | Doha           | 7a posició              | 1.500m        |
| Campionat d'Àfrica |                |                         |               |
| 2014               | Marràqueix     | 3                       | 1.500m        |